# Amanda Waller
Amanda Blake Waller é uma personagem do Universo da DC Comics. Sua primeira aparição foi na Lendas #1 de 1986, criada por John Ostrander, Len Wein e John Byrne, sendo a mentora do Esquadrão Suicida e do Projeto Cadmus.

## História
Após o assassinato de seu marido e de dois dos seus filhos, Amanda Waller fugiu de Chicago com o restante de sua família e estabeleceu em Washington, D.C e Metropolis, conquistando um doutorado em ciência política e pouco tempo depois começou a atuar no Congresso. Sendo também influente na Casa Branca, Waller propôs a criação de uma terceira geração do Esquadrão Suicida, que serviria ao presidente e ao país.   
No comando do Esquadrão Suicida, Waller teve sucesso total, mas por sua atitude arrogante e desafiadora, além de esconder informações vitais até do presidente dos EUA, chegou a ser rebaixada de posto por seus superiores, devendo reportar cada ação do grupo ao sargento Steel.

## Em outras mídias
Amanda Waller apareceu no desenho Liga da Justiça sem Limites, a princípio como antagonista da Liga. Quando Batman lhe revela que ela havia sido manipulada por Lex Luthor, ela revê suas posições e passa a agir ao lado da Liga. 
Waller aparece também no seriado Smallville, interpretada por Pam Grier.
A Dra. Waller aparece também no filme Lanterna Verde, interpretada por Angela Bassett.
Em Arrow é vivida pela atriz Cynthia Addai-Rosbinson, e comanda o Esquadrão Suicida.
Foi interpretada por Viola Davis nos filmes Esquadrão Suicida e O Esquadrão Suicida